# Am Hart

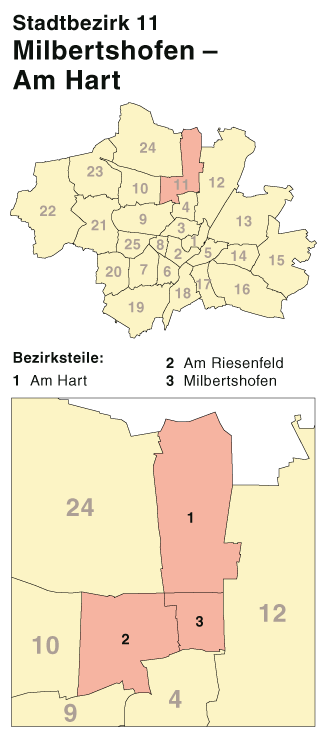
Am Hart; hier Nummer 1

Am Hart ist der nördlichste der drei Teilbezirke des Münchner Stadtbezirks 11 Milbertshofen-Am Hart.

## Lage
Der Bezirk Am Hart erstreckt sich nördlich des Münchner Nordrings, zwischen der Ingolstädter Straße im Osten und der Schleißheimer Straße im Westen, bis an den nördlichen Stadtrand an der A99. Er grenzt somit an Oberschleißheim im Norden, Schwabing-Freimann im Osten, Milbertshofen im Süden und Feldmoching-Hasenbergl im Westen.

## Beschreibung
2023 wohnten 29.082 Menschen im Bezirk Am Hart, dies entspricht einer Einwohnerdichte von 4.207 Einw./km². Auf dem südwestlichen Teil der dort noch vorhandenen Freifläche, der Panzerwiese, entsteht seit den 1990er Jahren die Siedlung Nordhaide für mehrere tausend Bewohner. Im Norden schließt sich das Waldgebiet Hartelholz an. Weiterhin prägend ist eine Reihe ehemaliger Arbeitersiedlungen aus der Zwischenkriegszeit, wie die Siedlung Harthof, Am Hart (landschaftlich Hart, bewaldete Anhöhe), Kaltherberge und Neuherberge. Gegenüber dem Forschungs- und Innovationszentrum (FIZ) von BMW, an der Ecke Knorrstraße/Troppauer Straße erinnert eine Skulptur an die sogenannte Judensiedlung Milbertshofen. Im Süden liegt der Euro-Industriepark. An der Neuherbergstraße liegt die Sanitätsakademie der Bundeswehr in der Ernst-von-Bergmann-Kaserne. In der Hugo-Wolf-Straße liegen die Balthasar-Neumann-Realschule und die Versöhnungskirche, in der Weyprechtstraße 75 liegt St. Gertrud und in der Karlsbader Str. 3 die Kirche Zu den heiligen vierzehn Nothelfern. In der Arnauer Str. 5 liegt das Spiel- und Begegnungszentrum (SBZ) am Hart. In der Sudetendeutschestraße 40 das Wirtshaus am Hart mit Biergarten und Kleinkunstbühne. In der Knorrstraße 139 ist der Sitz des Bayerischen Landesamts für Verfassungsschutz. 2008 wurde das Dominikuszentrum, 2009 das Mira-Einkaufszentrum, 2015 das Schulzentrum Nordhaide und 2016 wurde das Gymnasium München-Nord eröffnet. Nördlich und südlich der Weyprechtstraße liegt die Grünanlage Harthofanger. U-Bahnhöfe im Bezirk sind die U2 Harthof sowie die U2 Am Hart.
Nicht in diesem Bezirk, sondern im Stadtteil Hasenbergl befindet sich das 2012 eröffnete Kulturzentrum 2411, das als gemeinsames Kulturzentrum der Stadtbezirke Feldmoching-Hasenbergl (24) und Milbertshofen-Am Hart (11) dient.

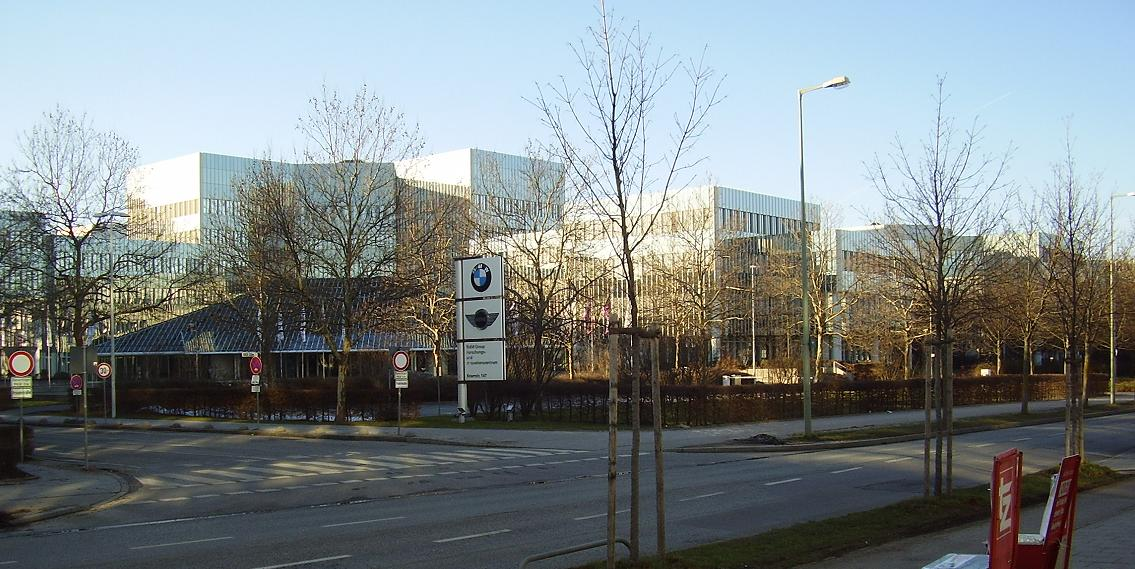
BMW Forschungs- und Innovationszentrum
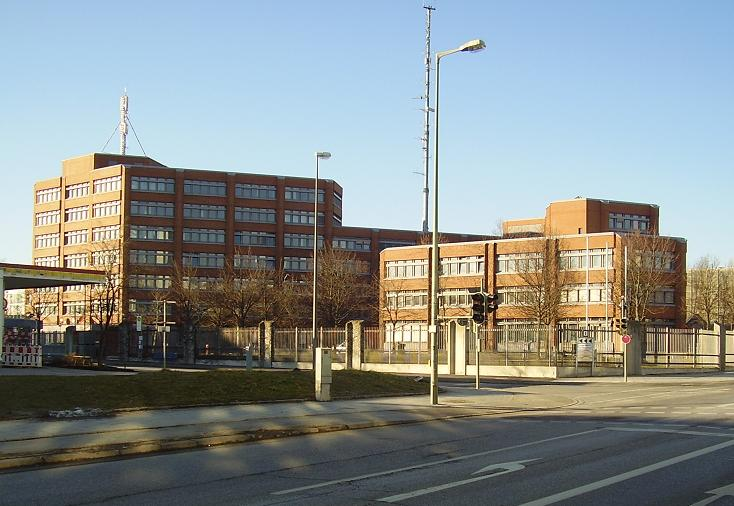
Bayerisches Landesamt für Verfassungsschutz
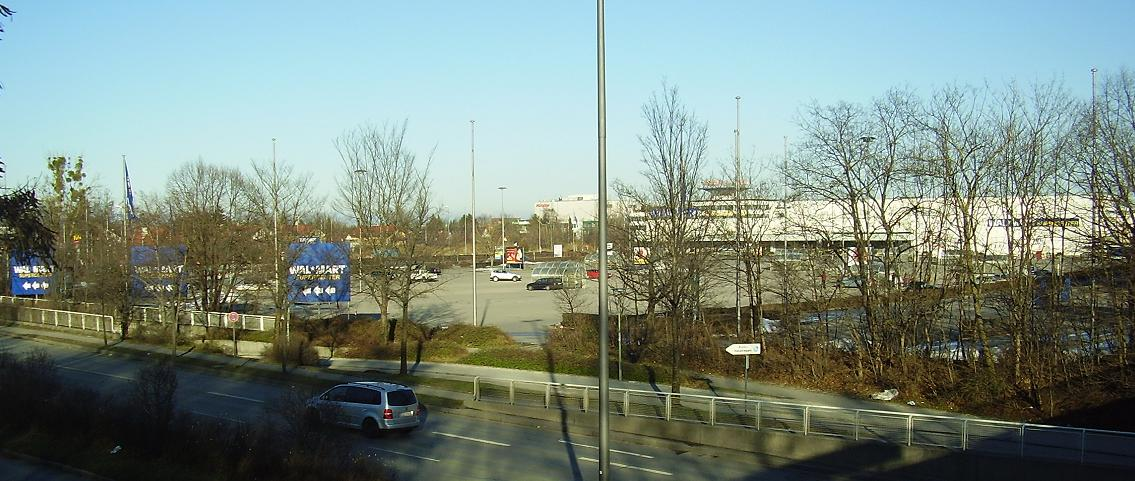
Euro-Industriepark
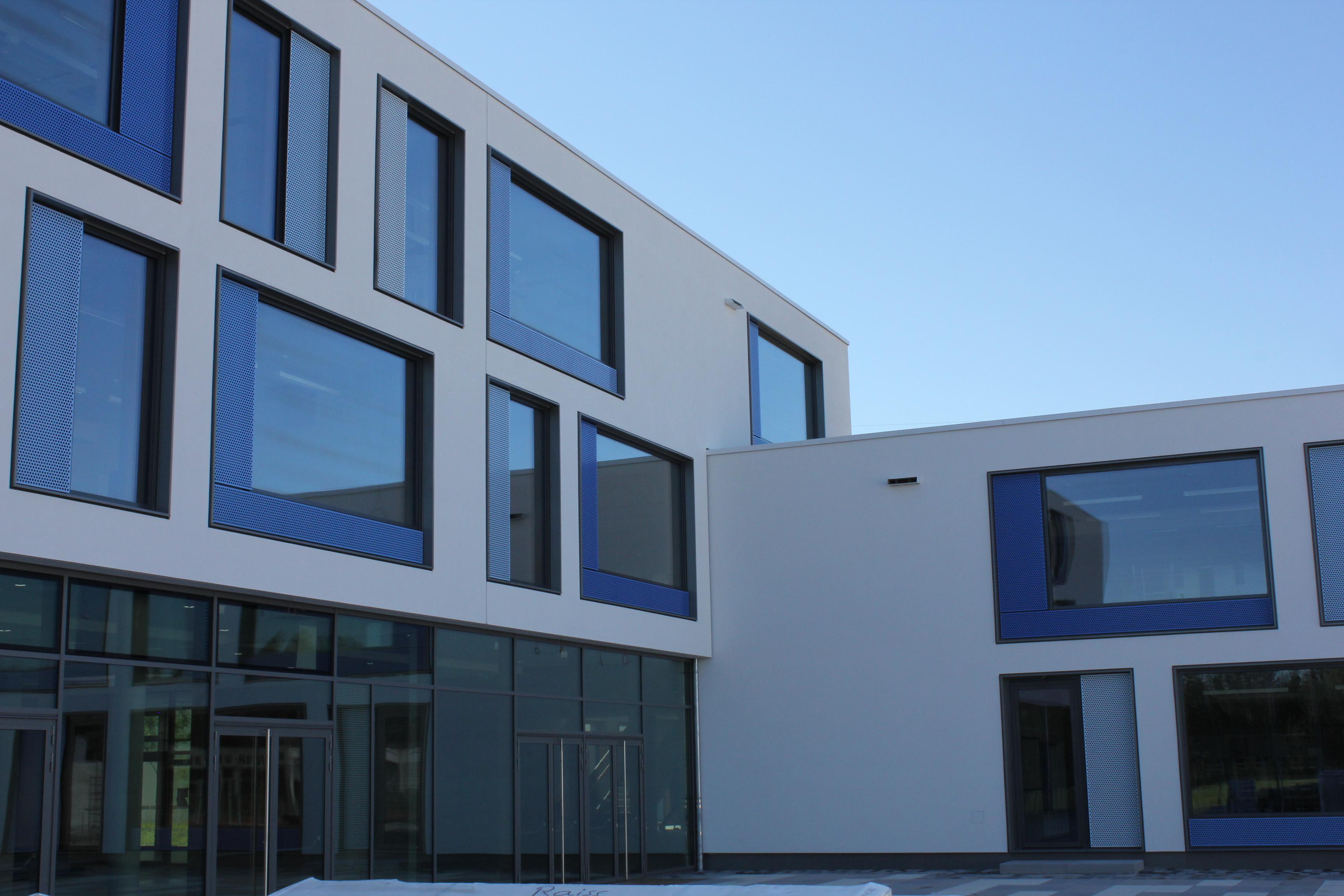
Gymnasium München Nord
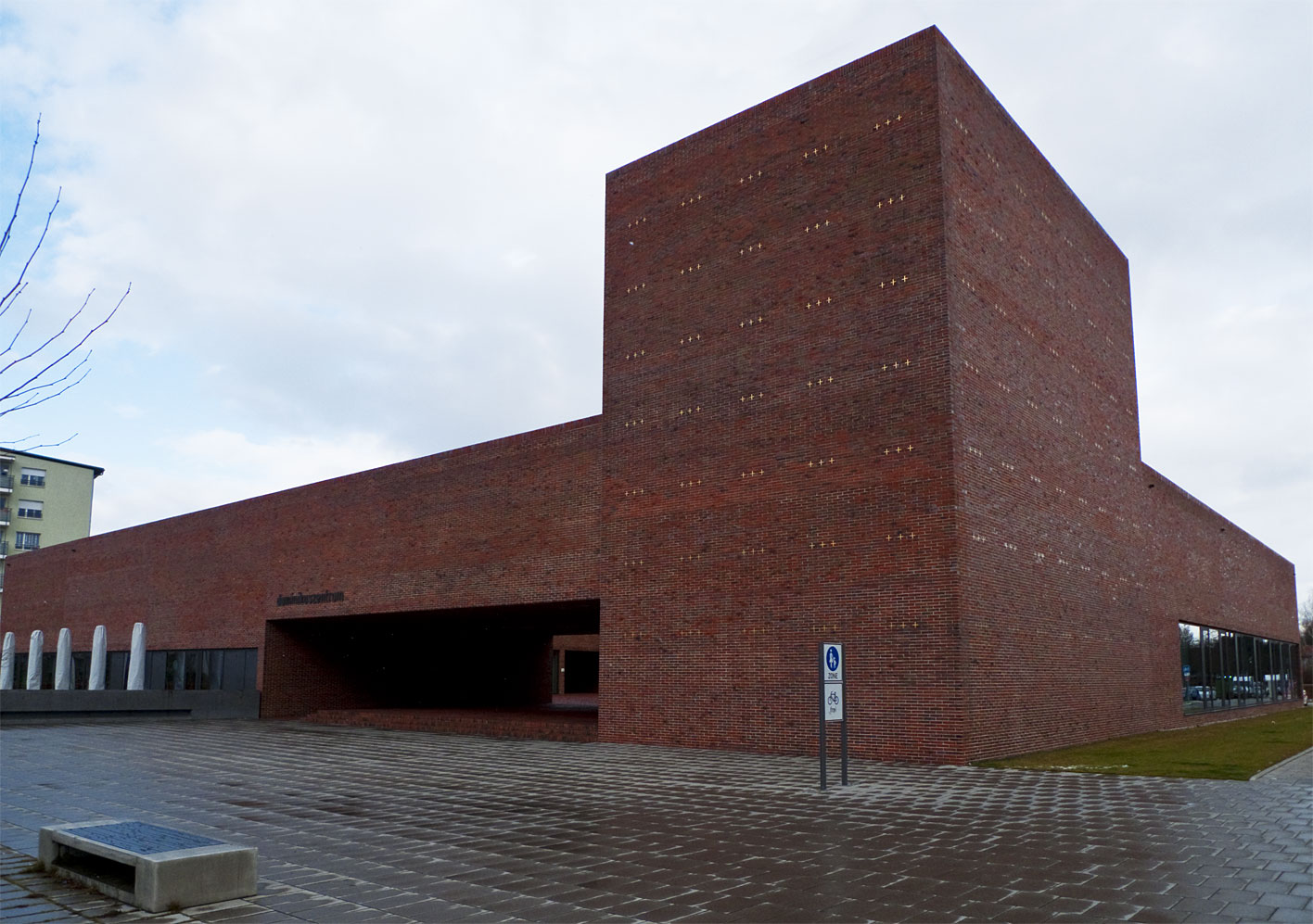
Dominikuszentrum
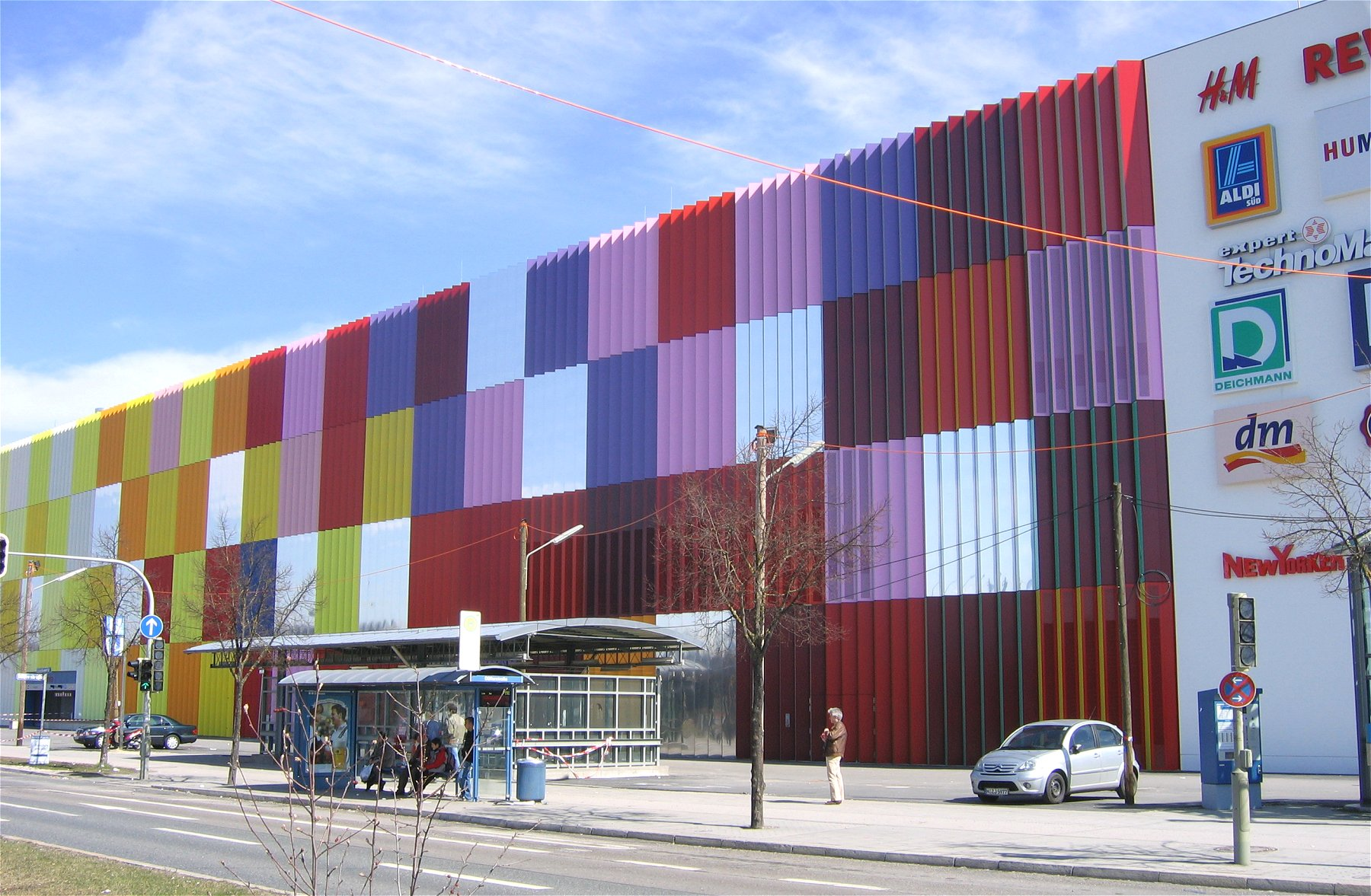
Mira
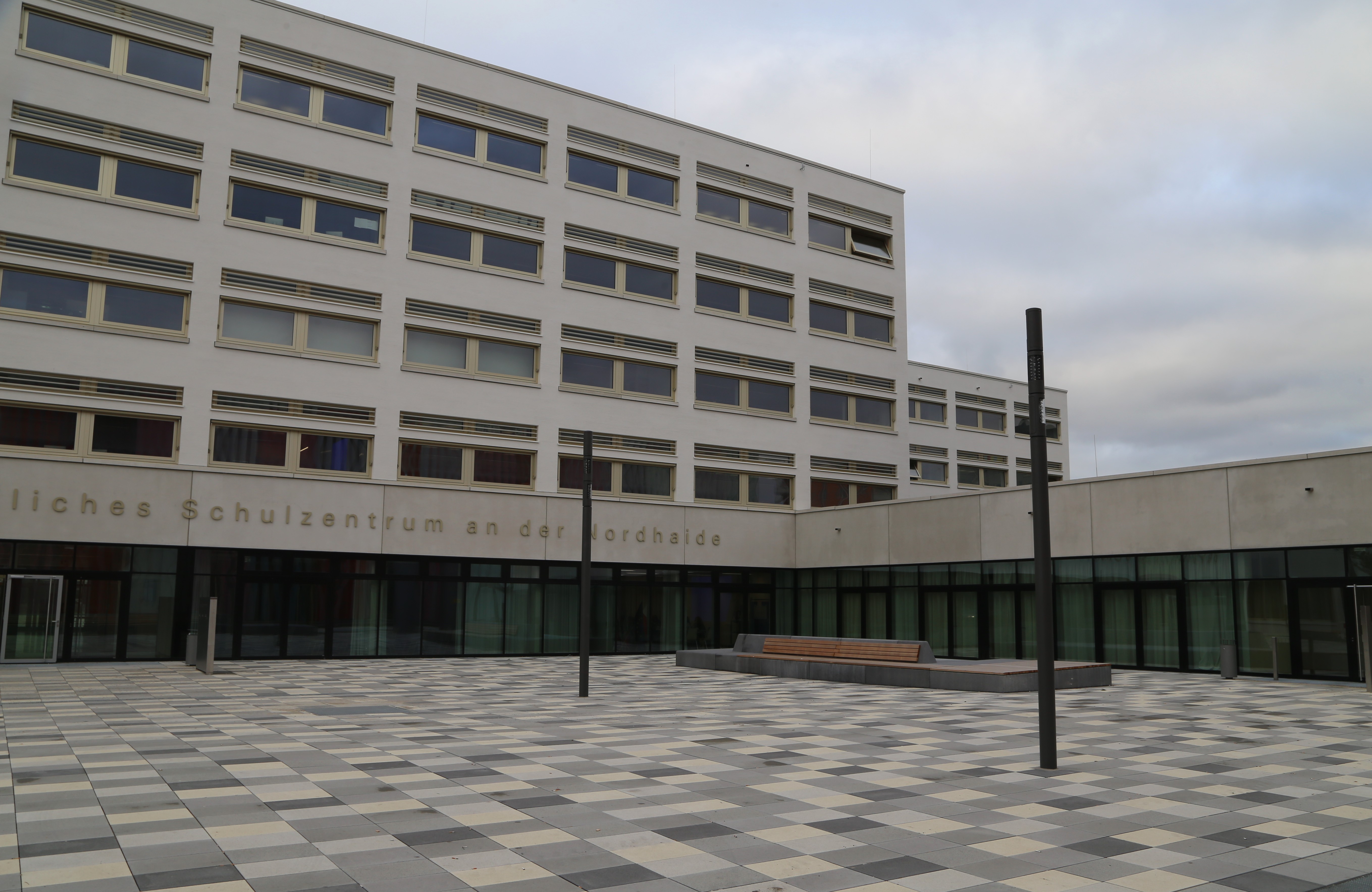
Schulzentrum Nordhaide
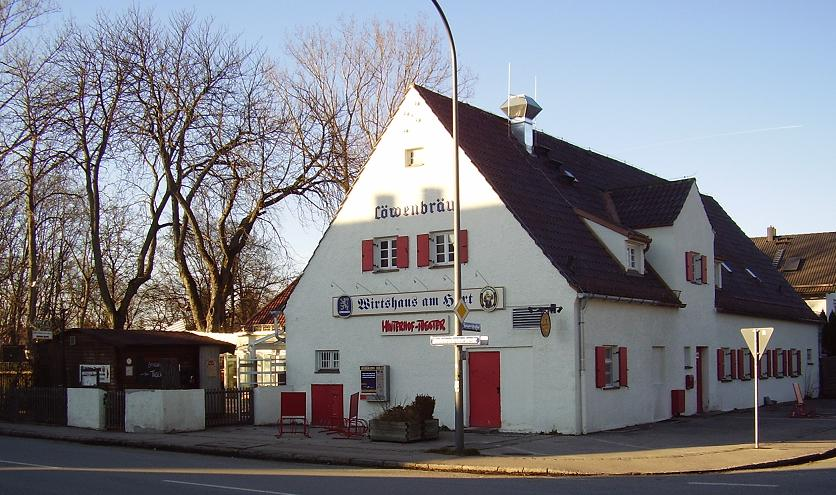
Wirtshaus am Hart
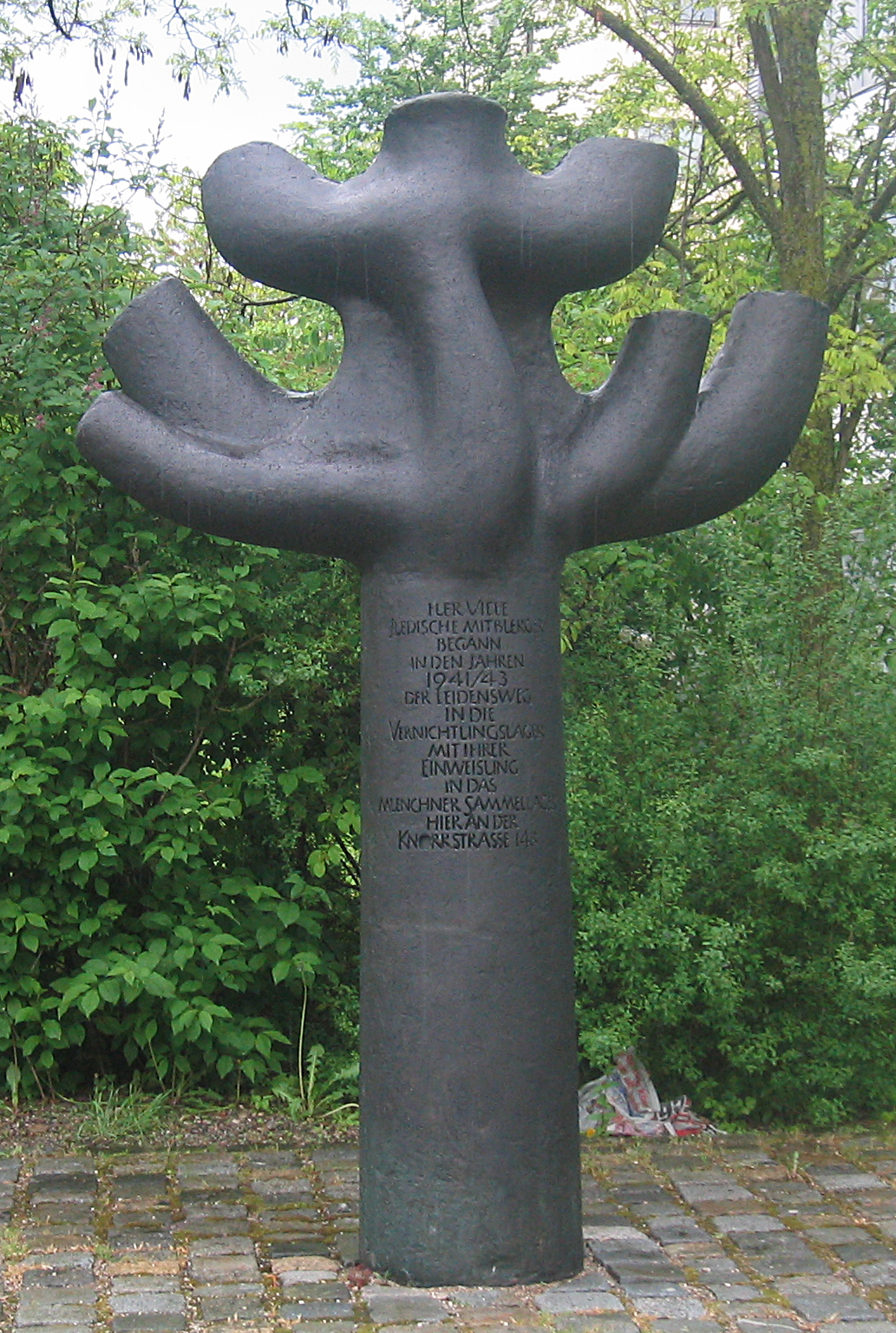
Mahnmal für das Milbertshofener Judenlager
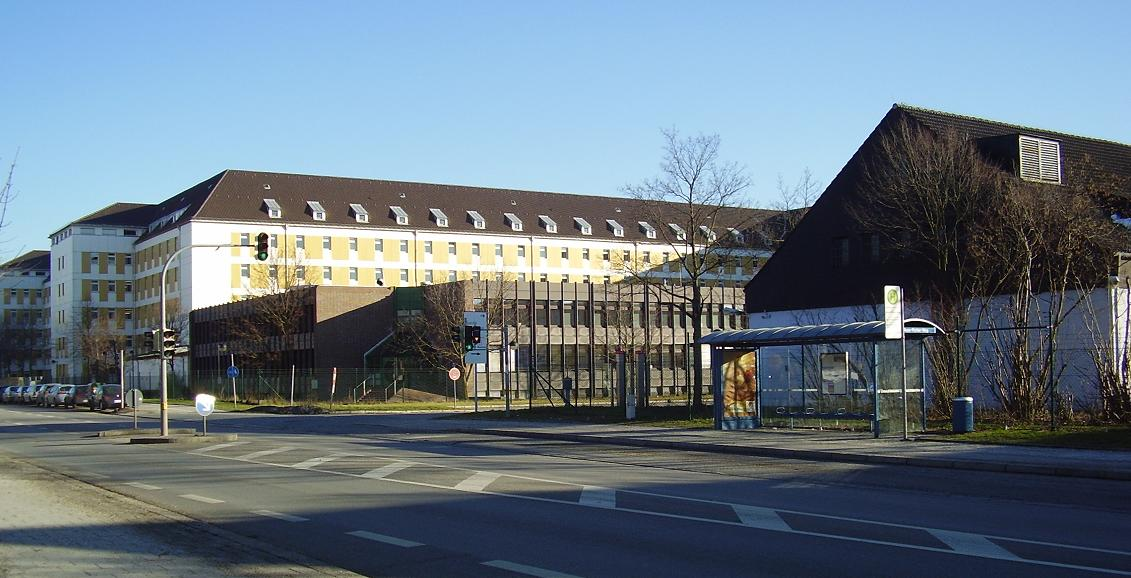
Ernst-von-Bergmann-Kaserne
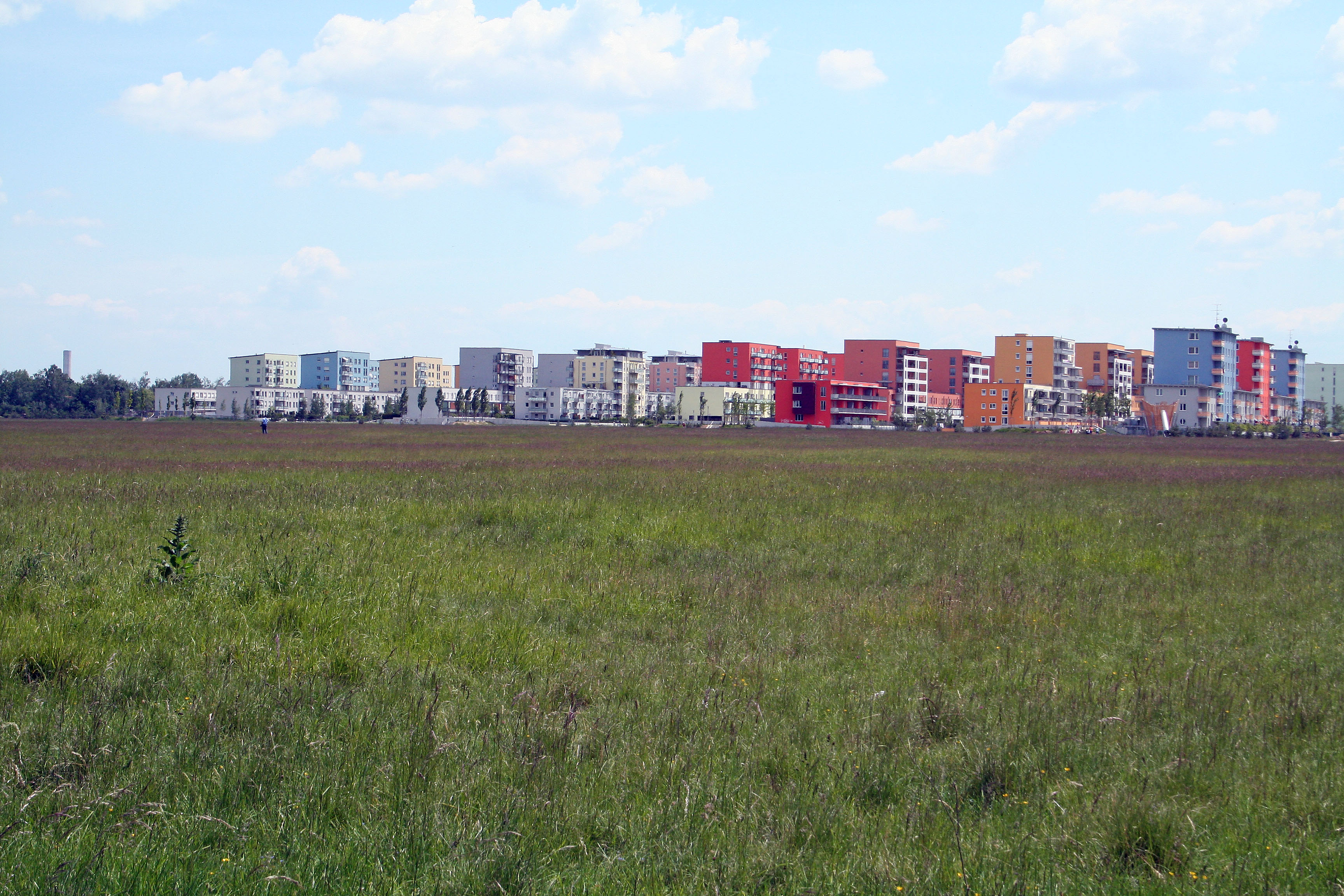
Nordheide
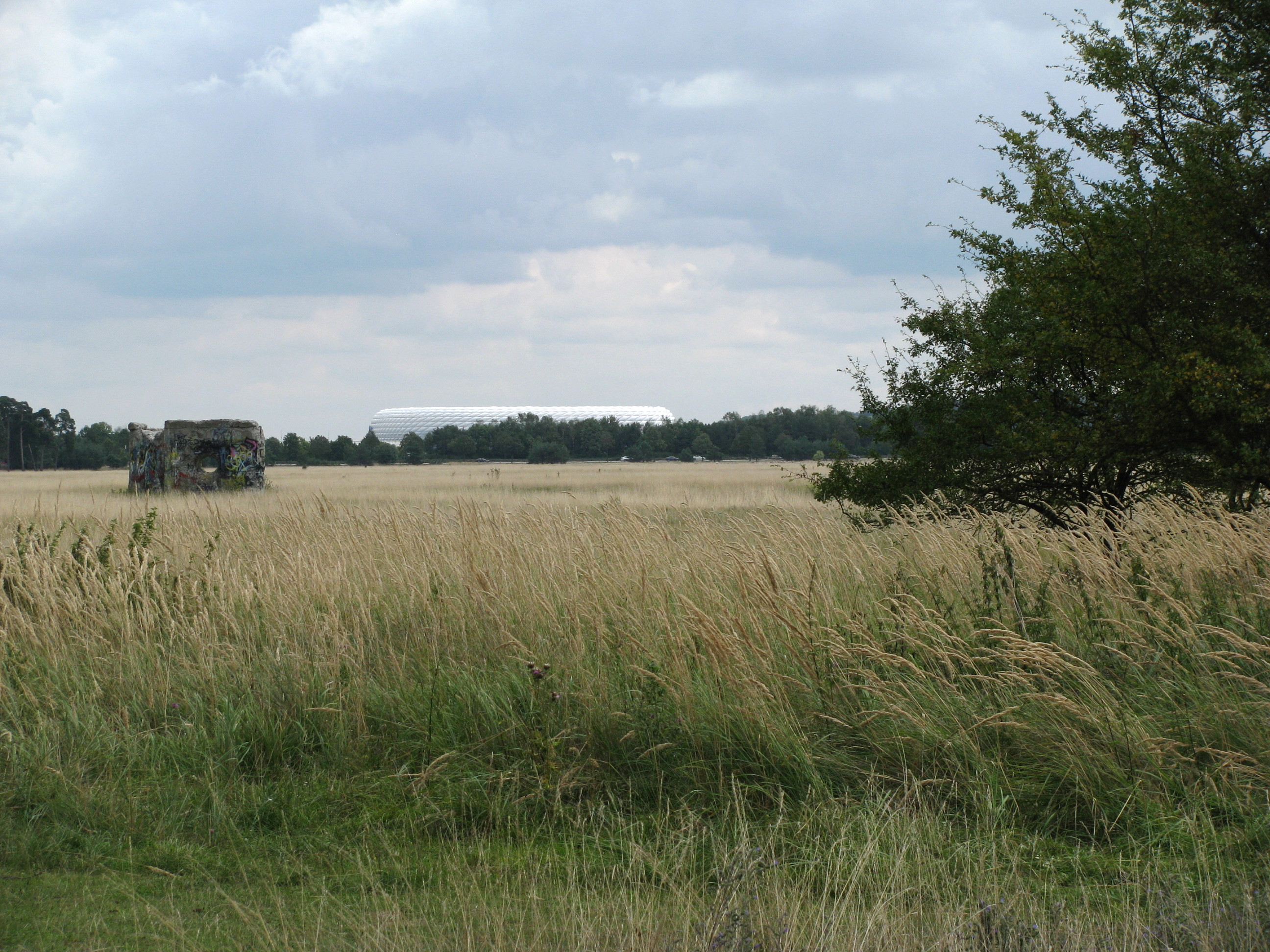
Panzerwiese
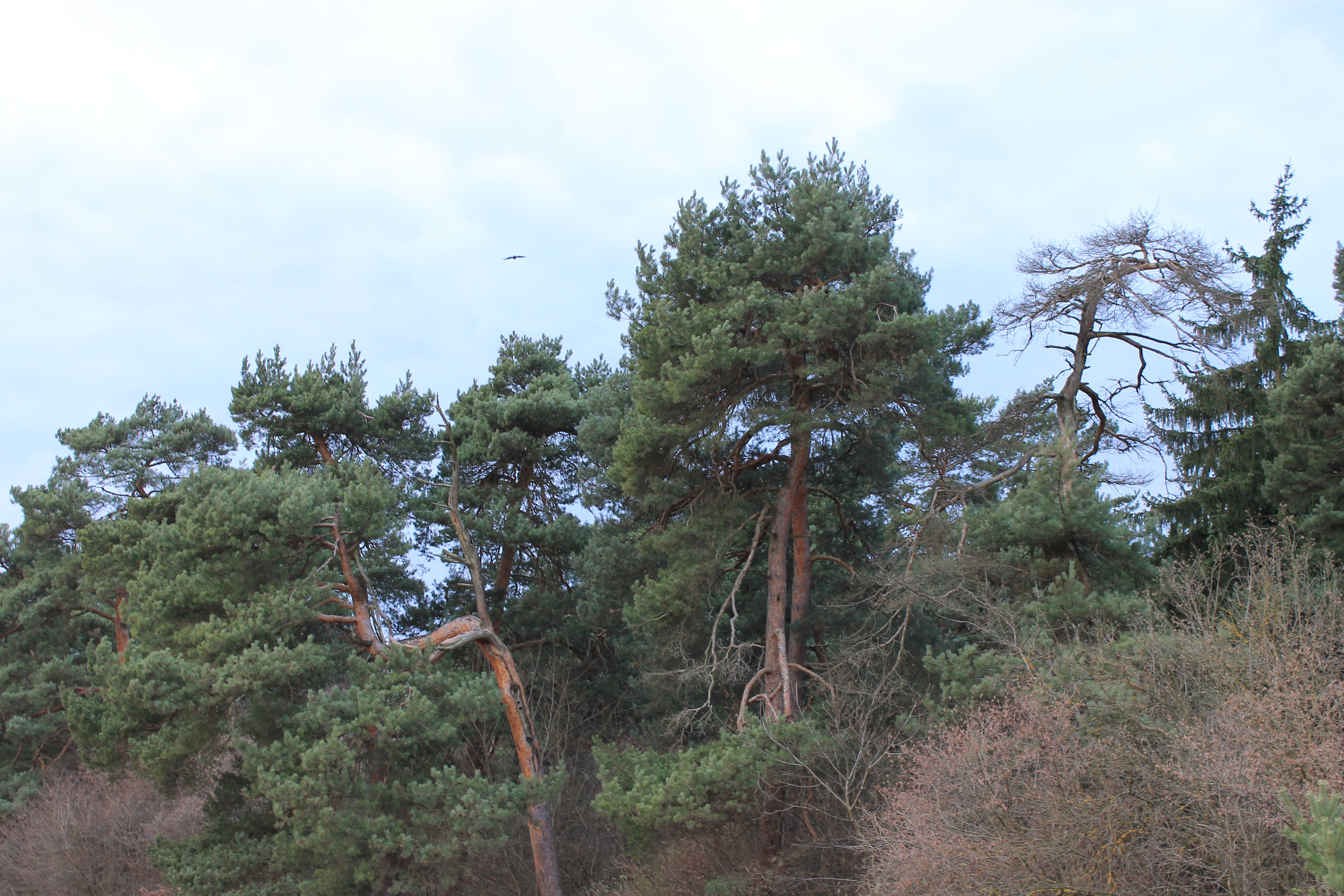
Hartelholz
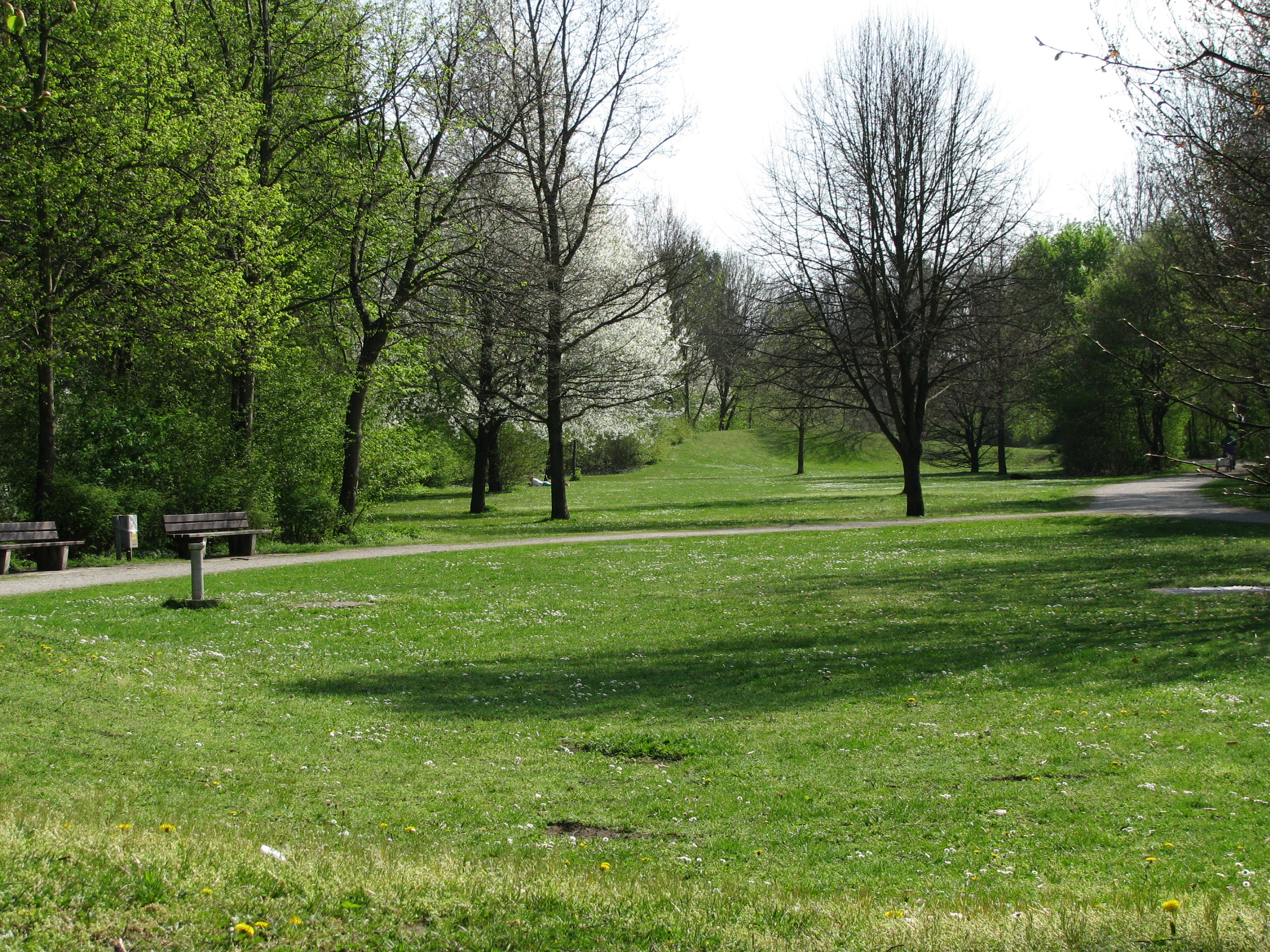
Harthofanger

## Geschichte
Der nördliche Bezirksteil (nördlich des Münchner Nordrings) gehörte früher überwiegend zur Gemeinde Feldmoching; nur Kaltherberge und angrenzende Gebiete an der heutigen Ingolstädter Straße waren Teile der Gemeinde Milbertshofen. Der Ursprungsname dürfte von Reinhartingen stammen. An der Schleißheimer Straße siedelten sich im 19. Jahrhundert einige Kolonisten an. Dort bestand auch schon seit 1838 das als Pulverturm bekannte Munitionsdepot der Bayerischen Armee. 
Der Name des Stadtteils geht auf die sogenannte „Reichskleinsiedlung Am Hart“ zurück, die von den Nationalsozialisten ab 1933 erbaut wurde. Der Name „Hart“ bedeutet „Wald“ und nimmt auf den dortigen Waldreichtum Bezug. Ein Stadtratsbeschluss vom 10. Oktober 1933 sah den Bau einer Reichskleinsiedlung „nächst der Ingolstädter Straße“ vor, welche die amtliche Bezeichnung „Am Hart“ erhalten sollte. Die Siedlung wurde am 8. September 1936 eröffnet. Es entstanden knapp 340 nahezu identische Einfamilienhäuser für Arbeiter rund um das Gebiet an der Ingolstädter Straße. Alle Siedlerstellen waren mit großen Gartengrundstücken für den Anbau von Obst und Gemüse und zur Haltung von Kleintieren ausgestattet, um die weitgehende Selbstversorgung zu ermöglichen.
Nach dem Zweiten Weltkrieg wurde der Zusatz „Reichskleinsiedlung“ gestrichen. Von den Deutschen, die nach dem Zweiten Weltkrieg die Tschechoslowakische Republik verlassen mussten, wurden viele im Münchner Norden angesiedelt. Entsprechend wurden die Straßennamen umgewidmet, so dass die Straßen Am Hart heute an die Heimat der Neuankömmlinge erinnern. In den 1950er Jahren kamen die Prager Straße, Gablonzer Straße und die Wenzelstraße hinzu.
1917 bis 1974 befand sich das militärische Lager Alabama-Depot Am Hart. Es wurde in den 1980er Jahren unter dem Namen Alabama-Halle als kultureller Veranstaltungsort deutschlandweit bekannt.
Bis Ende der 1980er Jahre wurde die Panzerwiese militärisch genutzt. 
In der Nordhaide sind seit 2003 über 2.500 neue Wohnungen entstanden. Mit dem Dominikuszentrum, dem Mira-Einkaufszentrum, dem Kulturzentrum 2411 und dem Schulzentrum Nordhaide wurde die passende Infrastruktur geschaffen.